# Chironomus melanopus
Chironomus melanopus är en tvåvingeart som beskrevs av Jean-Jacques Kieffer 1916. Chironomus melanopus ingår i släktet Chironomus och familjen fjädermyggor.
Artens utbredningsområde är Tyskland. Inga underarter finns listade i Catalogue of Life.